# Crescent Springs
Crescent Springs – miasto w Stanach Zjednoczonych, w stanie Kentucky, w hrabstwie Kenton.